# マヌエル・セラヤ

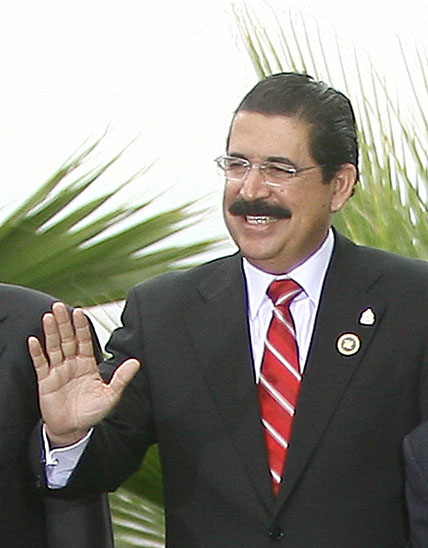
マヌエル・セラヤ（2007年）

ホセ・マヌエル・セラヤ・ロサレス（西: José Manuel Zelaya Rosales、1952年9月20日 - ）は、ホンジュラスの政治家。2006年1月27日から2009年6月28日までの間、ホンジュラスの大統領を務めた。
セラヤは中道左派の政治家として知られていた。ホンジュラスでは大統領の再選が禁止されていたが、セラヤは再選を目指していた。それには軍や裁判所が反発しており、違憲であるとの最高裁判決も出された。そして2009年に起こったクーデターの際、セラヤは首都テグシガルパで軍隊によって拘束された。セラヤは空軍基地に連行されたのち、コスタリカのサンホセに移送された。
その後セラヤは2011年5月にホンジュラスに帰国し、テグシガルパのブラジル大使館に姿を見せた。クーデター後に組織された全国国民抵抗戦線（FNRP）を率いるが、再選を禁じる憲法の規定により大統領選挙への再出馬は出来ない。そのため自らの所属する自由と復興党（Libertad y Refundación、略称LIBRE）は妻のシオマラ・カストロを2013年大統領選の候補者にしている。シオマラは2021年11月28日執行の大統領選挙にも出馬し、開票率40％の時点で53.5％を得票し勝利宣言。選挙期間中は台湾との断交と中華人民共和国との国交樹立を訴えた。